# Ted Price
Pour les articles homonymes, voir Price.
Ted Price (né à Richmond en Virginie le 5 juillet 1968) est un créateur de jeu vidéo, président et CEO d'Insomniac Games qu'il a fondé en 1994. Il est également le président de l'Academy of Interactive Arts and Sciences et siège au comité consultatif de l'Entertainment Software Association.
Il a une licence en anglais de l'université de Princeton. Au début d'Insomniac Games, il travaille dans la compagnie médicale de son oncle comme consultant en base de données tout en travaillant sur Disruptor, un jeu de tir à la première personne. Aidé de Alex et Brian Hastings, il crée une démo qu'il présente à Universal. Universal achète la licence et publiera le jeu complet.
Par la suite, avec Insomniac Games, Ted Price crée les séries Spyro the Dragon, également possédée par Universal, et Ratchet and Clank.

## Jeux
- Disruptor - 1996
- Spyro the Dragon - 1998
- Spyro 2: Gateway to Glimmer - 1999
- Spyro: Year of the Dragon - 2000
- Ratchet and Clank - 2002
- Ratchet and Clank 2 - 2003
- Ratchet and Clank 3 - 2004
- Ratchet: Gladiator - 2005
- Resistance: Fall of Man - 2006
- Ratchet and Clank : Opération Destruction - 2007
- Resistance 2 - 2008
- Ratchet and Clank: Quest for Booty - 2008
- Ratchet and Clank: A Crack in Time - 2009
- Resistance 3 - 2011
- Ratchet and Clank: All 4 One - 2011
- Ratchet and Clank: Q-Force - 2012
- Fuse - 2013
- Sunset Overdrive - 2014
- Song of the Deep - 2016
- Ratchet and Clank - 2016
- Marvel's Spider-Man - 2018
- Ratchet and Clank: Rift Apart - 2021